# Mohamed Labiadh
Mohamed Labiadh (* 7. August 1989 in Hamburg) ist ein deutsch-tunesischer Fußball- und Futsalspieler sowie Sportfunktionär. Seine vielseitige Karriere umfasst Stationen bei verschiedenen Fußballvereinen in Deutschland und Tunesien, wobei er sich insbesondere im Futsal einen Namen gemacht hat. Er gilt als Rekordtorschütze des Hamburger SV im UEFA Futsal Cup. Als aktueller sportlicher Leiter der Futsal-Abteilung des Hamburger SV trägt Labiadh maßgeblich zur Entwicklung und Professionalisierung des Futsalsports in Deutschland bei.

## Sportliche Laufbahn
Der 1989 in Hamburg geborene Mohamed Labiadh begann seine Profikarriere beim VfB Lübeck, wo er zunächst in der zweiten Mannschaft zum Einsatz kam. In der Saison 2008/09 wechselte er zum VfL Bochum II und absolvierte dort 26 Spiele in der Regionalliga West, in denen er ein Tor erzielte. Nach seiner Zeit in Bochum spielte Labiadh kurzzeitig für den SV Henstedt-Ulzburg, bevor er 2011 zum tunesischen Verein AS Gabès wechselte.
Im Jahr 2012 kehrte er nach Deutschland zurück und schloss sich dem 1. FC Neubrandenburg 04 an. Seine nächste Station war der Oststeinbeker SV, für den er in der zweiten Hälfte des Jahres 2013 auflief. Anschließend wechselte Labiadh zum SC Victoria Hamburg, wo er in der Fußball-Regionalliga Nord 11 Spiele bestritt. Im Jahr 2015 unterschrieb er beim HSV Barmbek-Uhlenhorst, mit dem er im DFB-Pokal antrat. Labiadh wurde auch für die tunesische U-21-Fußballnationalmannschaft nominiert.
Neben seiner Fußballkarriere begann Labiadh, sich im Futsal zu engagieren. Er spielt für die Futsal-Mannschaft des Hamburger SV in der Futsal-Bundesliga und vertrat den Verein auch im UEFA Futsal Cup, der heutigen Futsal Champions League. In diesem Wettbewerb hält Labiadh den Rekord für die meisten Tore eines Spielers einer deutschen Mannschaft. Insgesamt bestritt Labiadh in seiner Laufbahn 80 Spiele in verschiedenen Ligen, von denen er 37 gewann, 12 unentschieden spielte und 31 verlor.

## Funktionärstätigkeiten
Mohamed Labiadh ist seit 2020 als sportlicher Leiter der Futsal-Abteilung des Hamburger SV tätig. In dieser Funktion verantwortet er die strategische Ausrichtung und sportliche Entwicklung des Futsal-Teams. Labiadh kümmert sich um die Zusammenstellung des Kaders und trifft Personalentscheidungen für die Mannschaft. Er ist zudem für die Kommunikation mit Spielern, Trainern und anderen Vereinsverantwortlichen zuständig.
Labiadh vertritt die Futsal-Abteilung des HSV nach außen und pflegt Kontakte zu anderen Vereinen sowie dem Verband. Er organisiert die Rahmenbedingungen für den Spielbetrieb, wie beispielsweise Trainingsmöglichkeiten und Auswärtsfahrten. Er ist in seiner Position auch für die Nachwuchsförderung im Futsal-Bereich des HSV verantwortlich.
Labiadh arbeitet eng mit dem Trainerteam zusammen, um die sportlichen Ziele der Mannschaft zu definieren und zu erreichen. Er analysiert Spiele und Gegner, um die taktische Ausrichtung des Teams zu optimieren. Er kümmert sich um die Integration neuer Spieler in die Mannschaft. Labiadh ist Ansprechpartner für Sponsoren und Partner der Futsal-Abteilung. Er plant und koordiniert Trainingslager sowie Vorbereitungsturniere. Labiadh vertritt die Interessen der Futsal-Abteilung innerhalb der Vereinsstrukturen des HSV. Er ist für die Budgetplanung und -verwaltung der Futsal-Abteilung zuständig.
Labiadh treibt die Professionalisierung des Futsal-Sports beim HSV voran. Er arbeitet an der Weiterentwicklung der Infrastruktur für den Futsal-Bereich. Labiadh ist in seiner Funktion auch für die Öffentlichkeitsarbeit und Medienkontakte der Futsal-Abteilung verantwortlich.

## Erfolge und Ziele
Mohamed Labiadh hat in seiner Karriere als Futsalspieler bemerkenswerte Erfolge erzielt. Er hält den Rekord für die meisten Tore eines Spielers für ein deutsches Team im UEFA Futsal Cup mit insgesamt 22 Treffern in vier europäischen Saisons für den Hamburger SV. Mit den Hamburg Panthers qualifizierte sich Labiadh in der Saison 2016/17 als erster und bisher einziger deutscher Vertreter für die Elite-Runde des UEFA Futsal Cups. In der Futsal-Bundesliga erzielte er als erster Spieler der HSV-Panthers einen Hattrick. Mit den HSV-Panthers erreichte Labiadh in der Saison 2023/24 den dritten Platz in der Futsal-Bundesliga. In der Saison 2021/22 trug er mit drei Toren zu einem 7:0-Sieg gegen den MCH Futsal Club Bielefeld bei, was die Panthers auf den vierten Tabellenplatz der Futsal-Bundesliga brachte.
Labiadh strebt danach, mit seinem Team in der Bundesliga eine gute Rolle zu spielen und die Strukturen beim HSV weiterzuentwickeln. Er möchte dazu beitragen, den Futsalsport beim HSV und in Deutschland größer zu machen und bessere Perspektiven für Spieler zu schaffen. Ein persönliches Ziel Labiadhs ist es, als Funktionär erneut mit dem HSV in europäischen Wettbewerben anzutreten. Im Fußball konnte Labiadh ebenfalls Erfolge verzeichnen, darunter Einsätze im DFB-Pokal mit dem HSV Barmbek-Uhlenhorst. Zudem wurde er für die tunesische U-21-Nationalmannschaft nominiert.